# Котленска планина
Кòтленска планина е планина, дял от Източна Стара планина, в области Сливен, Бургас и Шумен между долините на реките Голяма Камчия и Луда Камчия. Среща се и като западен дял на Котленско-Върбишката планина. По северното ѝ подножие преминава условната граница между Източния Предбалкан и Източна Стара планина.
Котленска планина се издига в западната част на Източна Стара планина с посока изток-запад, с дължина около 40 км и ширина 15 – 20 km. На север със стръмни склонове се спуска към историко-географската област Герлово, а долината на река Голяма Камчия (Тича) я отделя от Лиса планина на Източния Предбалкан. На изток долината на река Герила (десен приток на Голяма Камчия), Върбишкия проход (870 м н.в.) и долината на Садовска река (ляв приток на Луда Камчия) я отделят от Върбишка планина. На запад долината на Стара река (десен приток на Янтра) и прохода Вратник (1050 m) я отделят от Елено-Твърдишката планина на Средна Стара планина. На юг долината на река Луда Камчия я отделя от Сливенска и Стидовска планина, части от Източна Стара планина
В западната част на планината на юг се отделя високият рид Разбойна и в него се намира най-високата ѝ точка връх Разбойна (1128 m). В най.западната ѝ част, в непосредствена близост до прохода Вратник, на 42°49′14″ с. ш. 26°12′42″ и. д. / 42.820556° с. ш. 26.211667° и. д. се извисява връх с височина 1106,6 m, който е най-висок за самата планина. През средата планината се разделя от Котленския проход (685 m), като на запад от него планината се нарича Сухи дял, а на изток – Бели брегове и тук най-високата точка е връх Злостен (Каракуз 1053 m). Билото на западния Сухи дял е тясно, а северните му склонове са стръмни. Котленска планина е важен хидрографски възел. От нея извират реките Голяма Камчия и Луда Камчия (съставящи на река Камчия), Стара река (десен приток на Янтра), Герила (десен приток на Голяма Камчия), Котленска и Медвенска река (леви притоци на Луда Камчия).
Планината е оформена върху Котленската антиклинала и е изградена от юрски и кредни варовици, пясъчници и мергели и е ограничена от ясно изразени на терена разломи. Има силно развити карстови форми – пещери (Козята пещера, Приказка, Дряновска пешера, Орловите пещери, Черната дупка, Мъгливата, Ледника, Черни извори, Маарата, Малката Маара и други), пропасти и карстови извори. На север почвите са плитки кафяви горски и светлосиви горски, а на юг – излужени и оподзолени канелени горски почви. Котленска планина е силно залесена – във високите части от букови гори, а по склоновете – предимно дъбови гори. Билото ѝ е обезлесено и затревено.
В централната част на планината е разположен град Котел и селата Жеравна, Нейково, Катунище и Медвен, а по периферията ѝ: на северозапад – Стара река, Кипилово, Зайчари и Боринци; на север – в Област Сливен – Тича, Филаретово, Малко село и Ябланово, в Област Шумен – Крайгорци, Чернооково и Божурово; на югоизток – в Област Бургас – Садово и Дъбовица; на юг – Раково и Ичера.
В планината са създадени три защитени местности: „Ардачлък“ (в северозападната част), „Орлицата“ (източно от Котел) и „Маарата“ (в източната част)
По източната и западната граница на планината и през средата ѝ преминават участъци от пет пътя от Държавната пътна мрежа:
- По източната ѝ граница, през Върбишкия проход, на протежение от 28,7 km – участък от първокласен път № 7 Силистра – Шумен – Ямбол – ГКПП „Лесово“.
- През средата на планината, през Котленския проход, на протежение от 28 km – участък от второкласен път № 48 Омуртаг – Котел – Мокрен.
- По западната ѝ граница, през прохода Вратник, на протежение от 18,4 km – участък от второкласен път № 53 Поликраище – Елена – Сливен – Ямбол – Средец.
- В западната ѝ част, от Котел до Стара река, на протежение от 28 km – цялото протежение на третокласен път № 484.
- В южната ѝ част, по долината на Луда Камчия, от Градец до Ичера, на протежение от 10,5 km – участък от третокласен път № 488 Градец – Ичера – Сливен.

## Топографска карта
- Лист от карта K-35-41. Мащаб: 1 : 100 000.
- Лист от карта K-35-42. Мащаб: 1 : 100 000.